# Karton

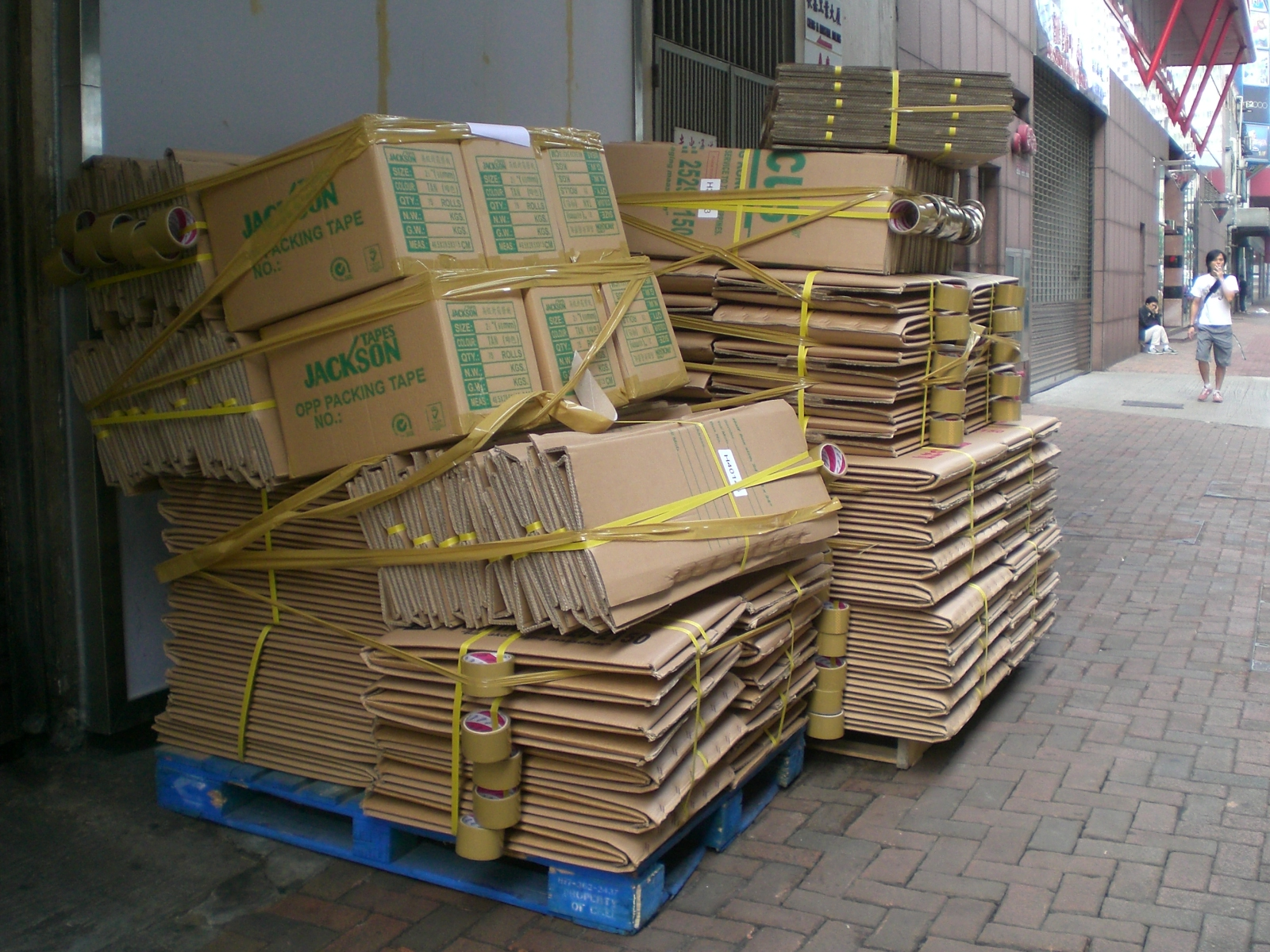
Golfkartonnen dozen op een stapel

Karton is papier bestaande uit meerdere lagen, met als gevolg een gewicht van meer dan 179 g/m2. Het is ook een benaming voor een verpakking van bordpapier, zoals frisdrank in karton.
Dozen zijn de meest gebruikte toepassing van karton. Voorbeelden zijn een verhuisdoos en een schoenendoos. Ook een verzendkoker (bijvoorbeeld voor het opgerold bewaren of verzenden van posters) wordt vaak gemaakt van karton. Dergelijke kokers worden gemaakt van stroken karton die spiraalsgewijs of parallel om een as worden gewikkeld en met lijm aan elkaar worden gehecht. Karton dient ook als verpakkingsmateriaal, om goederen te beschermen.
Boekbanden worden sinds enkele eeuwen eveneens van karton gemaakt, dat beplakt kan worden met papier, linnen, leer of perkament.

## Typen karton
Strokarton
Strokarton wordt gemaakt van het restproduct stro. Hoewel tegenwoordig nog amper strokarton wordt gemaakt, was het wel ongeveer 100 jaar de belangrijkste manier om karton te produceren. Tussen 1870 en 1970 werd het in Nederland geproduceerd in de noordelijke provincies Groningen en Friesland en in de aangrenzende Duitse provincies (waaronder in de stad Leer). Bij strokarton is de vezel nog zichtbaar aanwezig. Vooral oud papier wordt nu als grondstof voor karton gebruikt.
Vouwkarton
Vouwkarton wordt gemaakt van oud papier, populieren- en dennenhout en heeft een basismassa tussen 200 en 600 g/m2. Vouwkarton kan worden gevouwen om er bijvoorbeeld doosjes van te maken. Het moet bedrukbaar zijn en voldoende sterk om het product in de doos te beschermen. Veel verpakkingen van vouwkarton worden gebruikt voor voedings- en gebruiksartikelen zoals rijst, hagelslag, waspoeder, sigaretten, medicijnen enz.
Massiefkarton
Massiefkarton wordt gemaakt van oud papier en heeft een basismassa tussen 500 en 1000 g/m2. Massiefkarton wordt aan één of beide zijden voorzien van een plakpapier om een mooier of beter bedrukbaar uiterlijk te verkrijgen. Plakpapier met een PE-coating wordt toegepast om het karton tegen vocht te beschermen. Massiefkarton wordt op rollen of gesneden op pallets geleverd. In een kartonnage worden er verzendverpakkingen van gemaakt voor bloemen, groenten en diepgevroren vis of vlees. Massief- en vouwkarton worden beiden gemaakt op een kartonmachine in een kartonfabriek.
Golfkarton
Golfkarton is dik, licht en buigzaam, vooral in één richting. Het bestaat uit 3 lagen. De boven- en onderlaag zijn hetzelfde en van papier gemaakt. De middelste laag is gemaakt als een golf (daarom de naam golfkarton). Op de punten van de golven wordt lijm gesmeerd waarop de boven- en onderlaag wordt geplakt.
Turfkarton
Turfkarton is karton waarvoor turfvezel als grondstof wordt gebruikt. Naast turfkarton kent men ook turfpapier, in de kwaliteit van pakpapier. In de 19e eeuw is getracht het ingang te doen vinden als alternatief voor producten gemaakt met grondstoffen als lompen en stro.

Vormkarton
Vormkarton is een uit gerecyclede papierpulp vervaardigd karton dat in een bepaalde vorm is geperst. Het wordt met name gebruikt in de levensmiddelensector voor het verpakken van bijvoorbeeld eieren, groenten en fruit. Daarnaast wordt het als stevig transportverpakkingsmateriaal gebruikt voor bijvoorbeeld tl-buizen, mobiele telefoons, scheerapparaten, wijnflessen en auto-onderdelen.